# Военно-морская академия имени Н. Г. Кузнецова
Военный учебно-научный центр Военно-Морского Флота «Военно-морская академия имени Адмирала Флота Советского Союза Н. Г. Кузнецова» — военно-морское высшее учебное заведение, военный учебно-научный центр Военно-Морского Флота Российской Федерации.

## История
Инициатором создания первого отечественного учебного заведения, дающего академическое военно-морское образование, стал директор Морского кадетского корпуса адмирал И. Ф. Крузенштерн.
28 января 1827 года при Морском кадетском корпусе был учрежден Офицерский класс для «усовершенствования некоторого числа отличнейших из вновь произведенных офицеров в высших частях наук, к морской службе потребных». Курс был сначала двух-, потом трёхлетний. Первый набор состоял всего из 7 слушателей. Состав преподавателей был блестящий (В. Я. Буняковский, М. В. Остроградский, Э. Х. Ленц).
С 1841 г., кроме флотских офицеров, к слушанию лекций разрешено было допускать лучших воспитанников из окончивших курс в штурманском полуэкипаже, а также офицеров морской артиллерии и корабельных инженеров. С 1827 по 1862 годы класс выпустил более 200 офицеров, и явно перестал удовлетворять запросы флота в офицерах с высшем академическим образованием.
В 1862 г. Офицерский класс был преобразован в «Академический курс морских наук» с двухлетним курсом и тремя отделениями: гидрографическим, кораблестроительным и механическим. Для вступления требовалась предварительная служба в офицерском чине не менее двух лет; вакансии распределялись между флотскими офицерами и офицерами корпусов Морского ведомства.
28 января 1877 г. Академический курс был переименован в Николаевскую Морскую академию. По новому положению об академии, утверждённому 23 мая 1896 г., она состояла из трёх отделений — гидрографического, кораблестроительного и механического — и курса военно-морских наук. Продолжительность обучения на отделениях 2 года, на курсе — 1 год.
В 1907 г. для Академии было специально построено здание на 2-й линии Васильевского острова. В нём были 5 больших аудиторий, конференц-зал, физический кабинет, химическая лаборатория, девиационный зал, чертежная, обсерватория, библиотека помещения для руководства и преподавателей.
Лучший выпускник гидрографического отделения на год командировался в Пулковскую обсерваторию. На военно-морском отделении ежегодно проводились морские стратегические игры. Перед войной темами игр были — «Война на Балтийском море», «Война на Чёрном море» и "Война между Тройственным Союзом и Тройственным согласием.
К началу Первой мировой войны на военно-морском отделении проходили обучение 25 человек, на корабельном и механическом по 12 человек, на гидрографическом отделении 6 чел..Также в академии на тот период было 3 вольнослушателя, среди которых великий князь Кирилл Владимирович и Сергей Григорьевич Романовский герцог Лейхтенбергский.
С началом первой мировой войны занятия в академии были прекращены, а слушатели и часть преподавателей направлены на действующие флоты. Небольшая часть профессоров была оставлена для научно-исследовательской работы. Жизнь показала ошибочность такого решения, поэтому 25 августа 1916 года возобновились занятия в кораблестроительном, а затем и в остальных отделах.
После Октябрьской революции академия временно прекратила работу как учебное заведение, но действовала как научный центр. При ней была создана Морская историческая комиссия по исследованию и использованию опыта войны 1914—1918 годов на море, её председателем стал начальник академии Н. Л. Кладо. С 1 апреля 1919 года возобновились занятия в военно-морском отделе.
В целом к началу Великой Отечественной войны в Военно-морской академии сложилась стройная система подготовки высококвалифицированных командных кадров и была создана отечественная теория военно-морского искусства, подтвердившаяся опытом войны.
В августе 1945 года из состава академии были выделены инженерные факультеты, на основе которых была создана Военно-морская академия кораблестроения и вооружения им. А. Н. Крылова. В 1960 году в связи с сокращением Вооруженных сил командная и инженерная академии вновь были объединены в одну Военно-морскую академию.
Постановлением Совета министров СССР от 24 августа 1990 года № 852 «О переименовании Военно-морской академии имени Маршала Советского Союза Гречко А. А.» академия получила новое наименование — «Военно-морская орденов Ленина,
Октябрьской Революции и Ушакова академия имени Адмирала Флота Советского Союза Кузнецова Н. Г.».

### Поступление в академию
К слушанию лекций в академии (по конкурсному приёмному экзамену) допускались:
- а) на гидрографическое отделение — флотские и штурманские обер-офицеры, если они сделали не менее двух трёхмесячных кампаний;
- б) на кораблестроительное и механическое — корабельные инженеры и инженер-механики флота, прослужившие не менее двух лет и пробывшие не менее 12 мес. на практических занятиях по соответствующей специальности;
- с) на курс военно-морских наук — штаб-офицеры флота и лейтенанты, состоящие в этом чине не менее шести лет и преимущественно окончившие курс в одной из академий или в школах артиллерийской или минной.

Число штатных слушателей — 37, из них: 15 на курсе военно-морских наук; 6 на гидрографическом отделении и по 8 на каждом из остальных двух отделений.

### Программы
Слушателям отделений читались совместно алгебраический анализ, дифференциальное и интегральное исчисление, аналитическая и практическая механика и частная физика. Специальные предметы: на гидрографическом отделении — астрономия и геодезия, гидрография и метеорология, теория кораблестроения, оптика и система маячного освещения; на кораблестроительном — теория и практика кораблестроения, начертательная геометрия и неорганическая химия; на механическом — пароходная механика, начертательная геометрия и неорганическая химия. На курсе военно-морских наук читаются морская стратегия и тактика, военно-морская статистика и география, военно-морская история и морское международное право.
Окончившие курс в отделениях по 1 разряду получают годовой оклад жалованья, а флотские обер-офицеры, получившие в среднем выводе не менее 11 баллов — сверх того, два года старшинства в чине. Окончившие курс офицеры обязаны прослужить в морском ведомстве по 1 1/2 года за каждый год пребывания в академии. Управление академией вверяется её начальнику (он же директор морского кадетского корпуса). Для обсуждения вопросов по части учебной при академии состоит конференция из преподавателей, лекторов и особо назначаемых лиц морского ведомства. Офицерам Морского ведомства предоставлено также право поступать во все военные академии, а офицерам морской артиллерии и инженер-механикам, сверх того, в Горный институт.

## Новейшая история
Федеральное государственное военное образовательное учреждение высшего профессионального образования "Военный учебно-научный центр Военно-Морского Флота «Военно-морская академия имени Адмирала Флота Советского Союза Н. Г. Кузнецова» создано распоряжением Правительства РФ от 24 декабря 2008 года.

В целях совершенствования системы подготовки специалистов для Вооружённых Сил Российской Федерации и оптимизации сети военных образовательных учреждений Минобороны России:
1. Создать:
…федеральное казённое государственное военное образовательное учреждение высшего профессионального образования "Военный учебно-научный центр Военно-Морского Флота «Военно-морская академия имени Адмирала Флота Советского Союза Н. Г. Кузнецова» (Санкт-Петербург) путём реорганизации в форме присоединения к государственному образовательному учреждению высшего профессионального образования «Военно-морская академия имени Адмирала Флота Советского Союза Н. Г. Кузнецова» (Санкт-Петербург) государственных образовательных учреждений высшего профессионального образования «Балтийский военно-морской институт имени адмирала Ф. Ф. Ушакова» (Калининград), «Военно-морской инженерный институт» (Санкт-Петербург, г. Пушкин), «Военно-морской институт радиоэлектроники имени А. С. Попова» (Санкт-Петербург, г. Петродворец), «Морской корпус Петра Великого — Санкт-Петербургский военно-морской институт», «Тихоокеанский военно-морской институт имени С. О. Макарова» (г. Владивосток), государственного образовательного учреждения дополнительного профессионального образования «Высшие специальные офицерские классы Военно-Морского Флота» (Санкт-Петербург) и федеральных государственных учреждений «1-й Центральный научно-исследовательский институт Министерства обороны Российской Федерации» (Санкт-Петербург), «24-й Центральный научно-исследовательский институт Министерства обороны Российской Федерации» (Санкт-Петербург) и «40-й Государственный научно-исследовательский институт Министерства обороны Российской Федерации» (Санкт-Петербург) с последующим образованием на их основе обособленных структурных подразделений.
— Распоряжение Правительства РФ от 24.12.2008 N 1951-р «О реорганизации государственных учреждений среднего и высшего профессионального образования»
Утверждённая Министром обороны РФ 13 июня 2009 года концепция создания Военного учебно-научного центра ВМФ предусматривала его размещение в Кронштадте. Предполагалось, что число обучающихся, преподавателей, научных сотрудников и обеспечивающего персонала нового учебного заведения превысит 10 тысяч человек, а его территория составит более 500 гектаров. Планируемые сроки завершения создания центра — 2013 год. Это не было осуществлено. В настоящее время ВУНЦ ВМФ функционирует в Санкт-Петербурге.
Приказом Министра обороны РФ от 15 марта 2012 года № 545, с 1 июля 2012 года Военно-морской инженерный институт и Военно-морской институт радиоэлектроники имени А. С. Попова были преобразованы в Военно-морской политехнический институт Военного учебно-научного центра ВМФ «Военно-морская академия имени Адмирала Флота Советского Союза Н. Г. Кузнецова».
В 2015 — начале 2016 года произведён ремонт служебных помещений ведущих кафедр и учебных классов, выполнен капитальный ремонт в жилых помещениях курсантов.
Факультеты: командно-штабной факультет и командно-инженерный факультет.

## Начальники
Морской кадетский корпус с офицерским классом (1827—1862)
- 1827—1842 — Крузенштерн Иван Фёдорович, адмирал
- 1842—1848 — Римский-Корсаков Николай Петрович, вице-адмирал
- 1848—1851 — Казин, Николай Глебович, вице-адмирал
- 1851—1855 — Глазенап Богдан Александрович, контр-адмирал
- 1855—1857 — Давыдов Алексей Кузьмич, вице-адмирал
- 1857—1861 — Нахимов, Сергей Степанович, контр-адмирал

Морское училище с академическим курсом морских наук (1862—1877)
- 1861—1871 — Римский-Корсаков Воин Андреевич, контр-адмирал
- 1871—1882 — Епанчин Алексей Павлович, контр-адмирал

Николаевская морская академия (1877—1917)
- 1882—1896 — Арсеньев Дмитрий Сергеевич, вице-адмирал
- 1896—1901 — Кригер, Александр Христианович, контр-адмирал
- 1901—1902 — Доможиров, Александр Михайлович, контр-адмирал
- 1902 — Давыдов, Василий Алексеевич
- 1902—1904 — Чухнин Григорий Павлович, контр-адмирал
- 1904—1906 — Римский-Корсаков Николай Александрович, контр-адмирал
- 1906—1908 — Воеводский Степан Аркадьевич, контр-адмирал
- 1908—1910 — Русин Александр Иванович, контр-адмирал
- 1910—1917 — Шульгин, Григорий Иванович, генерал-лейтенант флота

Морская академия (1917—1922)
- 1917—1919 — Кладо Николай Лаврентьевич, генерал-майор по флоту
- 1919—1920 — Крылов Алексей Николаевич, генерал-лейтенант по флоту
- 1920—1921 — Жерве Борис Борисович

Военно-морская академия Рабоче-Крестьянского Флота (1922—1931)
- 1921—1923 — Петров, Михаил Александрович, военный моряк
- 1923—1930 — Жерве Борис Борисович, военный моряк
- 1930 — Душенов Константин Иванович, военный моряк
- 1930—1933 — Дуплицкий Дмитрий Сергеевич, военный моряк

Военно-морская академия Рабоче-Крестьянской Красной Армии имени К. Е. Ворошилова (1931—1938)
- 1933 — Окунев, Григорий Сергеевич, военный моряк
- 1933—1936 — Стасевич, Павел Григорьевич, капитан 1 ранга
- 1936—1937 — Александров, Александр Петрович, капитан 1 ранга (и. о.)
- 1937 — Лудри, Иван Мартынович, флагман 1 ранга

Военно-морская академия Рабоче-Крестьянского Военно-Морского Флота имени К. Е. Ворошилова (1938—1944)
- 1937—1938 — Ставицкий Сергей Петрович, флагман 2 ранга
- 1938—1939 — Исаков Иван Степанович, флагман 1 ранга
- 1939—1941 — Степанов Георгий Андреевич, флагман 1 ранга, с 04.06.1940 вице-адмирал
- 1941—1942 — Штейнберг, Генрих Владимирович, контр-адмирал (1945)
- 1942—1944 — Петровский, Владимир Алексеевич, контр-адмирал

Военно-морская ордена Ленина академия имени К. Е. Ворошилова (1944—1960)
- 1944—1945 — Абанькин Павел Сергеевич, адмирал
- 1945—1948 — Алафузов Владимир Антонович, адмирал
- 1948—1951 — Пантелеев Юрий Александрович, вице-адмирал, с 03.08.1953 адмирал
- 1951—1957 — Юмашев Иван Степанович, адмирал
- 1957—1960 — Андреев, Владимир Александрович, адмирал

Военно-морская академия кораблестроения и вооружения имени А. Н. Крылова (1945—1960)
- 1945—1947 — Акулин Михаил Иванович, контр-адмирал
- 1947—1948 — Галлер Лев Михайлович, адмирал
- 1948—1950 — Крупский, Михаил Александрович, контр-адмирал
- 1950—1954 — Зозуля, Фёдор Владимирович, вице-адмирал
- 1954—1956 — Петров, Анатолий Николаевич, вице-адмирал
- 1956—1960 — Пантелеев Юрий Александрович, адмирал

Военно-морская ордена Ленина академия (1960—1968), Военно-морская орденов Ленина и Ушакова академия (1968—1976), Военно-морская орденов Ленина и Ушакова академия имени Маршала Советского Союза А. А. Гречко (1976—1978), Военно-морская орденов Ленина, Октябрьской Революции и Ушакова академия имени Маршала Советского Союза А. А. Гречко (1978—1990), Военно-морская орденов Ленина, Октябрьской Революции и Ушакова академия имени Адмирала Флота Советского Союза Н. Г. Кузнецова (1990—2008)
- 1960—1967 — Пантелеев Юрий Александрович, адмирал
- 1967—1974 — Орёл Александр Евстафьевич, адмирал
- 1974—1981 — Сысоев Виктор Сергеевич, адмирал
- 1981—1991 — Поникаровский Валентин Николаевич, адмирал
- 1991—1995 — Иванов Виталий Павлович, адмирал
- 1995—2003 — Ерёмин Василий Петрович, адмирал
- 2003—2008 — Сысуев Юрий Николаевич, адмирал

Федеральное государственное военное образовательное учреждение высшего профессионального образования "Военный учебно-научный центр Военно-Морского Флота «Военно-морская академия имени Адмирала Флота Советского Союза Н. Г. Кузнецова» (с 2008)
- 09.06.2008 — 25.05.2012 — Римашевский Адам Адамович, вице-адмирал[10]
- 08.11.2012 — 17.05.2016 — Максимов Николай Михайлович, адмирал в отставке
- 17.05.2016 — 03.10.2016 — Носатов Александр Михайлович, вице-адмирал[11][12].
- 03.10.2016 — 13.12.2019 — Касатонов Владимир Львович, вице-адмирал[13].
- 17.01.2020 — 10.08.2022 — Соколов Виктор Николаевич, вице-адмирал[14].
- 10.08.2022 — 20.05.2024 — Карпов Александр Вадимович (врио), контр-адмирал.
- с 20.05.2024 — Евменов Николай Анатольевич, адмирал [15].

## Награды[16]
- 30 марта 1944 года —  Орден Ленина — награждена указом Президиума Верховного Совета СССР от 30 марта 1944 года в ознаменование 25-й годовщины Военно-морской академии имени К. Е. Ворошилова за исключительные заслуги перед Родиной в деле подготовки высококвалифицированных офицерских кадров Военно-морского флота и успешную научно-исследовательскую работу, направленную на повышение боевой деятельности Военно-морского флота.
- Орден Октябрьской Революции (1978)
- Орден Ушакова 1-й степени (22.02.1968)
- Военный орден «За заслуги перед народом и Отечеством» в золоте (Германская Демократическая Республика)
- Орден «Знамя Труда» 1-го класса (Польская Народная Республика)
- Орден Народной Республики Болгария 1-й степени

## Филиал ВУНЦ ВМФ ВМА «Военно-морская академия» в г. Калининграде
Также у училища существует филиал, который находится в городе Калининграде.
Факультеты:
Факультет высшего образования (выпуск в офицерском звании лейтенант)
Факультет среднего образования (выпуск в звании мичман)
Училище имеет научную и спортивную базу. Существуют множество специальностей: радиоразведка, радиосвязь, артиллерийское вооружение надводных кораблей и др.